# Abdelmajid Bouchar
Abdelmajid Bouchar, "El Gamo", nació en Ait Lahcen Olalla (Marruecos) en 1983. Presunto autor material del atentado en los trenes del 11 de marzo de 2004 junto a Jamal Zougam y Basel Ghalyoun. Se fugó el 3 de abril de 2004 del piso de Leganés donde varios terroristas estaban escondidos, y que posteriormente se suicidaron inmolandose dentro del piso. Según quedó probado, Bouchar salió corriendo al ir a tirar la basura y ver agentes de policía en las inmediaciones de la urbanización, que le dieron el alto. Sin embargo, no tardaron en perderle la pista pasado un túnel bajo las vías del tren de cercanías cerca de la estación de Zarzaquemada. Permanece en prisión desde que fue detenido el 23 de julio de 2005 en Serbia y extraditado a España el 25 de septiembre siguiente. 

## Juicio del 11M
Durante la celebración del juicio por los atentados del 11M para Bouchar, como para Zougam, se ha solicitado una pena de prisión de 38.654 años por los siguientes delitos:
- Integración o pertenencia a organización terrorista. Entre 8 y 14 años de prisión(artículos 515.2 y 516.2 del Código Penal)
- 191 asesinatos terroristas en grado de consumación. Entre 20 y 30 años de prisión por cada uno de los 192 asesinatos. (artículo 572.1).
- 1.775 asesinatos en grado de tentativa. A 15 años de prisión por cada uno de los 1.773 heridos (asesinato terrorista en grado de tentativa, artículo 572.1 del Código Penal).
- Cuatro delitos de estragos terroristas. Entre 10 y 20 años de prisión por delitos de estragos (artículos 571 y 346 del Código Penal).
- Por tráfico, tenencia, suministro y depósito de sustancias explosivas. Entre 4 y 10 años por tenencia, suministro y depóosito de explosivos (artículos 568 y 573 del Código Penal).

### Declaración de Bouchar
Abdelmajid Bouchar declaró ante la Sala el lunes 19. Con gesto serio, mirando al suelo, y permaneciendo con los brazos cruzados durante toda la comparecencia respondió a las preguntas de las partes, tras consultar a su abogado durante un receso.
Bouchar ha negado haber estado o conocido el piso de Leganés, de donde presuntamente huyó corriendo del cerco policial.

### Sentencia juicio 11-M
El 31 de octubre de 2007 se le declaró culpable de pertenencia a organización terrorista y tenencia de explosivos, siendo condenado por estos delitos a 18 años de prisión.
- Este artículo es una obra derivada de «» por periodistas de 20minutos.es, disponible bajo la licencia Creative Commons Atribución-CompartirIgual 3.0 Unported.